# 宏都拉斯天主教大學
宏都拉斯天主教大學（西班牙語：Universidad Católica de Honduras）是洪都拉斯的一所私立天主教大學，創立於1992年，至今其校園己遍佈全洪都拉斯。